# 2379 Heiskanen
2379 Heiskanen (1941 ST) là một tiểu hành tinh vành đai chính được phát hiện ngày 21 tháng 9 năm 1941 bởi Vaisala, Y. ở Turku.